# Universiteit van Seoul
De Universiteit van Seoel (Koreaans: 서울시립대학교) is een publieke universiteit in Seoel, Zuid-Korea. De universiteit werd opgericht in 1918 als het  Kyung Sung Publiek Landbouw College en kreeg in 1997 haar huidige naam. 

## Faculteiten
- College of Public affairs and Economics
- College of Business Administration
- College of Engineering
- College of Humanities
- College of Natural Sciences
- College of Urban Sciences
- College of Arts and Physical Education
- College of Liberal Arts and Cross-Disciplinary Studies